# Spy Kids: Armageddon
Série Spy Kids
Spy Kids 4 : Tout le temps du monde
(2011)
Pour plus de détails, voir Fiche technique et Distribution.
Spy Kids: Armageddon ou Espions en herbe : Armageddon au Québec est un film américain réalisé par Robert Rodriguez, sorti en 2023.
Ce 5e volet de la franchise Spy Kids met en vedette Gina Rodriguez, Zachary Levi, Everly Carganilla et Connor Esterson et est un reboot. Produit par Skydance Media, Spyglass Media Group et Double R Productions, il sera diffusé sur Netflix. C'est le deuxième projet Spy Kids réalisé pour la plateforme Netflix, après la série animée Spy Kids : Mission critique,.

## Synopsis
Lorsque les enfants des plus grands agents secrets du monde aident involontairement un puissant développeur de jeux vidéo à libérer un virus informatique qui lui donne le contrôle de toutes les technologies, ils doivent devenir des espions eux-mêmes pour sauver leurs parents et le monde.

## Fiche technique
Sauf indication contraire, les informations mentionnées dans cette section peuvent être confirmées par la base de données cinématographiques IMDb,  présente dans la section « Liens externes ».
- Titre original et français : Spy Kids: Armageddon
- Titre québécois : Espions en herbe : Armageddon
- Réalisation : Robert Rodriguez
- Scénario : Robert Rodriguez et Racer Max Rodriguez
- Musique : John Debney et Rebel Rodriguez
  - Orchestration : Mark Graham
  - Montage musical : Jim Harrison
- Direction artistique : Paul Alix, Ravi Bansal, Chase Carter et Joe McCusker
- Décors : David Hack
- Maquillage : Paul Cha et Jenny Lin
- Coiffure : Alissa Shores
- Photographie : Robert Rodriguez
- Son : Clark Crawford, Paula Fairfield, Angelo Palazzo
- Montage : Robert Rodriguez
- Production : Elizabeth Avellan, David Ellison, Dana Goldberg, Don Granger, Racer Rodriguez et Robert Rodriguez
  - Production déléguée : Gary Barber, Peter Oillataguerre et Ben Ormand
  - Production associée : Mare McIntosh et Tom Proper
- Sociétés de production : Double R Productions, Netflix Studios, Quick Draw Productions, Skydance Media et Spyglass Media Group, en association avec Pipeline Studios
- Société de distribution : Netflix
- Budget : n/a
- Pays de production :  États-Unis
- Langue originale : anglais
- Format : couleur - son Dolby Atmos / Dolby Digital
- Genre : action, comédie, espionnage, science-fiction
- Durée : 97 minutes
- Dates de sortie[5] :
  - États-Unis, Québec, France : 22 septembre 2023 (sortie sur Netflix)[1],[6]
- Classification :
  - États-Unis : des scènes peuvent heurter les enfants - accord parental souhaitable (PG - Parental Guidance Suggested)[N 1]
  - France : tous publics (conseillé à partir de 7 ans)[7]
  - Québec : en attente de classement[1]

## Distribution
Sauf indication contraire, les informations mentionnées dans cette section peuvent être confirmées par les bases de données cinématographiques IMDb et Allociné,  présentes dans la section « Liens externes ».
- Gina Rodriguez (VF : Alice Taurand) : Nora Torrez[8]
- Zachary Levi (VF : Tanguy Goasdoué) : Terrence Tango[8]
- Everly Carganilla (VF : Juliette Davis) : Patricia "Patty" Angelita Sorrow Feliz Rhiannon Tango-Torrez[8]
- Connor Esterson : Antonio "Tony" Joaquin Cecilio Rogue Amadeus Tango-Torrez[8]
- Billy Magnussen (VF : Damien Boisseau) : Rey "Le Roi" Kingston[8]
- D. J. Cotrona (VF : Cédric Dumond) : Devlin
- Joe Schilling : Heck Knight
- Neal Kodinsky : Villain Vargos
- Jersey Johnston : Leebs
- Solar Dena Bennett : agent de l'OSS
- Fabiola Andujar[9]: agent de l'OSS
- Nicholas James Ortiz : agent de l'OSS grincheux
- Brody Stowers : enfant dans la cour
- William Ammerman : challenger
- Morgan Joy Hawkins : enfant à la récréation
- Isaac Garza : hôte du tournoi
- Krystle Gutierrez : présentatrice de nouvelles
- Patricia Vonne : client ATM

## Production
En janvier 2021, il est annoncé qu'un reboot de la franchise Spy Kids est en développement, avec une intrigue centrée sur une famille multiculturelle. Créateur et réalisateur des premiers films Spy Kids, Robert Rodriguez est annoncé comme scénariste et réalisateur. Le projet est une coproduction entre Skydance Media, Spyglass Media Group et Double R Productions,,. En mars 2022, Netflix acquiert les droits de distribution, ce qui en fait le deuxième projet Spy Kids produit pour la plate-forme après la série Spy Kids : Mission critique. David Ellison, Dana Goldberg, Don Granger, Racer Max (le fils de Robert Rodriguez) et Elizabeth Avellan (l'ex-femme de Rodriguez) sont annoncés à la production.
En juin 2022, le titre est révélé : Spy Kids: Armageddon. C'était le premier titre envisagé pour le précédent film, Spy Kids 4 : Tout le temps du monde (2011). Il est par ailleurs précisé que Robert Rodriguez a coécrit le scénario avec son fils Racer Max. La distribution est révélée à l'été 2022 : Gina Rodriguez, Zachary Levi, Everly Carganilla, Connor Esterson, Billy Magnussen et D. J. Cotrona,,.

### Tournage
Le tournage a lieu à Austin au Texas. Les prises de vues s'achèvent fin août 2022,,.

## Accueil

### Sortie
Spy Kids: Armageddon est diffusé sur Netflix dès le 22 septembre 2023,.